# Fordongianus
Fordongianus (en sard, Fordongianus) és un municipi sard, dins de la província d'Oristany. L'any 2007 tenia 1.057 habitants. Es troba a la regió de Barigadu. Limita amb els municipis d'Abbasanta, Allai, Busachi, Ghilarza, Ollastra, Paulilatino, Siapiccia i Villanova Truschedu.

## Administració
| Període | Identitat       | Partit        |
| ------- | --------------- | ------------- |
| 2005-   | Efisio Demartis | Llista cívica |